# フラボノイド

フラボノイドの基礎骨格となるフラバンの構造式

フラボノイド（英: flavonoid）とは、天然に存在する有機化合物群で、クマル酸CoAとマロニルCoAが重合してできるカルコンから派生する植物二次代謝物の総称。いわゆるポリフェノールと呼ばれる、より大きな化合物グループの代表例。その中にアントシアニン、カテキンやフラバンを含む広い概念で、付着する糖のバリエーションを考慮すると7,000以上の構造が知られている。フラボンやアントシアニンは天然色素として用いられる。また花の色素として知られるアントシアニンは紅葉（赤色）の原因でもある。血管透過性抑制作用が見出されたことからビタミンとして提唱され、フラボノイドのうちクエルセチン、ヘスペリジンなどをあわせてビタミンPと呼ばれたことがあった。しかし、欠乏症がないため、これらはビタミンではないことが明らかにされた。日本ビタミン学会はフラボノイドをビタミン様物質として規定している。
シキミ酸経路でできるフェニルアラニンの脱アミノで生成するクマル酸が補酵素Aと結合してクマル酸CoA（4-クマロイルCoA）ができる。次に酢酸マロン酸経路のマロニルCoA、3分子がそれと反応してカルコンが生成する。カルコンからフラバノンを経てジヒドロフラボノールが生成し、ジヒドロフラボノールからフラボノール、アントシアニ（ジ）ンやプロアントシアニジン（タンニン）誘導される。

## 生合成

### フラバノンの生合成
フラボノイドはフラボノイドの一種であるフラバノンが様々な修飾をうけることで生合成される。
代表的なフラバノンであるナリンゲニン (naringenin) はアミノ酸であるフェニルアラニンから以下の経路で生合成される。
まず、フェニルアラニンがフェニルアラニンアンモニアリアーゼ (PAL) により桂皮酸へと変換される。次にシナメイト-4-ヒドロキシラーゼ (C4H) によりp-クマル酸 (p-coumaric acid) へと酸化される。p-クマル酸は4-クマレートCoAリガーゼ (4CL) によりp-クマロイルCoAへと活性化される。このp-クマロイルCoAがポリケチド合成酵素であるカルコン合成酵素 (CHS) の作用により3分子のマロニルCoAと縮合することでナリンゲニンカルコン (naringenin chalcone) へと変換される。このナリンゲニンカルコンがカルコンイソメラーゼ (CHI) により立体特異的に異性化されフラバノンへと変換される。

## 分類
- フラボノイド類の種類
  - フラボノイド
    - アントシアニジン
    - アントシアニン（アントシアニジン配糖体）
    - フラバノン
      - ナリンゲニン

    - フラバン
      - カテキン

    - フラボン
    - フラボノール
      - ケルセチン（代表的なフラボノール）

  - イソフラボノイド
    - イソフラボン
    - イソフラバン
    - イソフラバンジオール

  - ネオフラボノイド（英語版）
  - ビフラボノイド（英語版）
  - オーロン
- フラボノイド類の修飾
  - フラボノイド配糖体（グリコシル化）
  - プレニル化フラボノイド
  - アシル化フラボノイド
  - O-メチル化フラボノイド

## フラボノイドを豊富に含んでいるとされる食品
- チョコレート
- ココア
- 緑茶
- 紅茶 （ほとんどが酸化されてテアルビジン等に変化）
- ワイン
- ジャバラ
- 蜂蜜
- オレンジ
- 蕎麦
- 大豆
- タマネギ
- ブルーベリー

## 健康影響
フラボノイドは抗酸化作用を有している。女性ではフラボノイドの豊富な果物の摂取量が多いグループで、脳卒中の発症リスクが低かった。また、フラボノイドの豊富な果物、特に柑橘類の摂取量が多いグループでは、虚血性心疾患の発症リスクが低かった。